# Ensemble Konfrontation
Das Ensemble Konfrontation war ein Ensemble der Halleschen Philharmonie. Es widmete sich der Neuen Musik.
Die Besetzung bestand aus zehn wechselnden Mitgliedern, u. a. Ralf Mielke (Flöte), Nikolay Filipov (Klarinette), Thomas Blumenthal (Gitarre) und Friedrich Franke (Viola). Die Gruppe wurde 1979 von Hans Jürgen Wenzel gegründet und eine gleichnamige Konzertreihe ins Leben gerufen. Von 1989 bis 2004 leitete Thomas Müller Konfrontation.
Das Ensemble arbeitete mit Komponisten, wie Thomas Buchholz, Wolfgang Stendel, Karl Ottomar Treibmann und Günter Neubert zusammen. Mehrere Ur- und Erstaufführungen wurden festgehalten. Portraitkonzerte gab es von Thomas Müller, Friedrich Schenker und Christfried Schmidt. Sie standen im engen Kontakt zu den Hallischen Musiktagen und Mitglieder des Ensembles unterrichteten Schüler der Komponistenklasse Halle. 1995 tourten sie durch Spanien.
Es erschienen mehrere CDs, so 1996 Kammersinfonien VI-IX von Thomas Buchholz und 1999 Kammermusik von Gerd Domhardt.